# Helianthemum perplexans
Helianthemum perplexans är en solvändeväxtart som beskrevs av René Charles Maire och Wilczek. Helianthemum perplexans ingår i släktet solvändor, och familjen solvändeväxter. Inga underarter finns listade i Catalogue of Life.